# 비드윳 잠왈

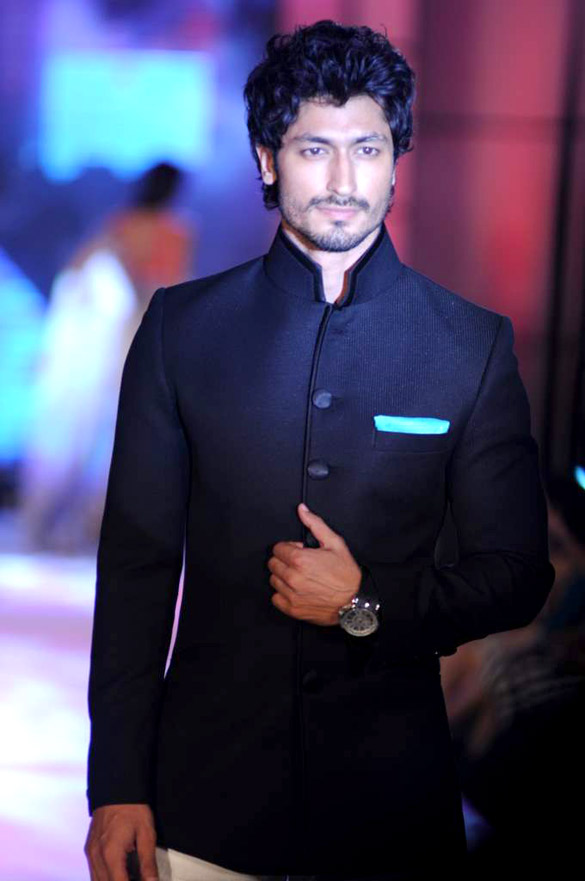

비드윳 잠왈(Vidyut Jammwal, 1980년 3월 12일 ~ )은 인도의 배우이다.
칸푸르에서 태어났다.

## 영화
- 정글리 (2019년)
- 바드샤오 (2017년)
- 코만도 2 (2017년)
- 피어리스 (2014년)
- 코만도 (2013년)